# Кардовская, Екатерина Дмитриевна

Захоронения Весёлкиных на Богословском кладбище Санкт-Петербурга

Екатерина Дмитриевна Кардовская (28 февраля 1900, Мюнхен — 9 октября 1985, Ленинград) — советский искусствовед и музейный работник, дочь живописцев Дмитрия и Ольги Кардовских, исследовательница их творчества, основательница Дома творчества имени Кардовского в Переславле-Залесском.
На протяжении многих лет занималась изучением и пропагандой творчества своих известных родителей. Составитель книги «Дмитрий Николаевич Кардовский об искусстве», в которой собраны воспоминания, статьи и письма Дмитрия Николаевича Кардовского о художественном и педагогическом мастерстве. Для этой книги Кардовская написала большие фактические примечания.
В 1950—1960 годы передала в дар Переславскому музею-заповеднику более ста живописных и графических работ Д. Н. Кардовского и О. Л. Кардовской, их письма и личные вещи, в том числе «портрет В. И. Качалова, народного артиста СССР».
В 1956 году безвозмездно передала Союзу художников РСФСР дом Кардовских в Переславле (Московская улица, дом 30). Там разместился Дом творчества имени Дмитрия Николаевича Кардовского.
Автор воспоминаний о Николае Гумилёве и других деятелях искусства.
Первым браком была замужем за художником по текстилю Фёдором Николаевичем Дмитриевым (1897–1977), вторым — за врачом-патофизиологом академиком Петром Николаевичем Весёлкиным (1904–1984).
Умерла 9 октября 1985 года в Ленинграде; похоронена на Богословском кладбище, рядом со вторым мужем (площадка Военно-медицинской академии, уч. 30).
Портреты Екатерины Кардовской хранятся в Русском музее («Маленькая женщина»), Третьяковской галерее («Девочка с васильками») и Псковском музее-заповеднике.

## Семья
- Отец — живописец Дмитрий Николаевич Кардовский.
- Мать — художница Ольга Людвиговна Делла-Вос-Кардовская.
- Муж — академик Пётр Николаевич Весёлкин.
- Сын — академик Николай Петрович Весёлкин.